# Миноговые
Миноговые (лат. Petromyzontidae) — семейство бесчелюстных из отряда миногообразных.
Обитают в морях, реках, ручьях, большинство — эктопаразиты рыб. Личинка миноговых — пескоройка, настолько отличается от взрослых животных, что её до XIX века выделяли в самостоятельный род.

## Классификация
В семействе выделяют два подсемейства и 8 родов:
- Подсемейство Petromyzontinae
  - Ichthyomyzon — Американские пресноводные миноги
  - Petromyzon — Морские миноги
- Подсемейство Lampetrinae
  - Caspiomyzon — Каспийские миноги, или волжские миноги
  - Entosphenus — Трёхзубые миноги
  - Eudontomyzon — Зубатые миноги
  - Lampetra — Обыкновенные миноги
  - Lethenteron — Тихоокеанские миноги, или американские речные миноги
  - Tetrapleurodon — Четырёхзубые миноги